# Jezeří (hora)
Jezeří je hora ve východní části Krušných hor v okrese Most ležící dva kilometry jihozápadně od zámku Jezeří. Její vrchol, jižní a západní svahy se nacházejí na území národní přírodní rezervace Jezerka. Vrchol dosahuje nadmořské výšky 707 metrů a vede na něj odbočka z modře značené turistické stezky z Horního Jiřetína směrem na Lesnou.

## Název
Vrchol nesl v minulosti více názvů. Nejstarším názvem (a někdy dodnes používaným) je Jezerka doložená na státních mapách z padesátých let 20. století. Na státní mapě z roku 1973 je doložen název Jezerní vrch. Současný název byl poprvé použit na státní mapě z roku 1981.[chybí lepší zdroj]

## Poloha a popis
Hora Jezeří má velmi příkré svahy (v průměru 35°), které se vypínají na okraji Krušných hor nad Mosteckou pánví s povrchovým dolem Československé armády, což z ní činí krajinnou dominantu. Severovýchodně od Jezeří leží Jánský vrch (752 m n. m.), na severu vrch Homolka (845 m n. m.) a západně leží kopec Jedlová (853 m n. m.), od kterého je oddělena údolím Vesnického potoka.

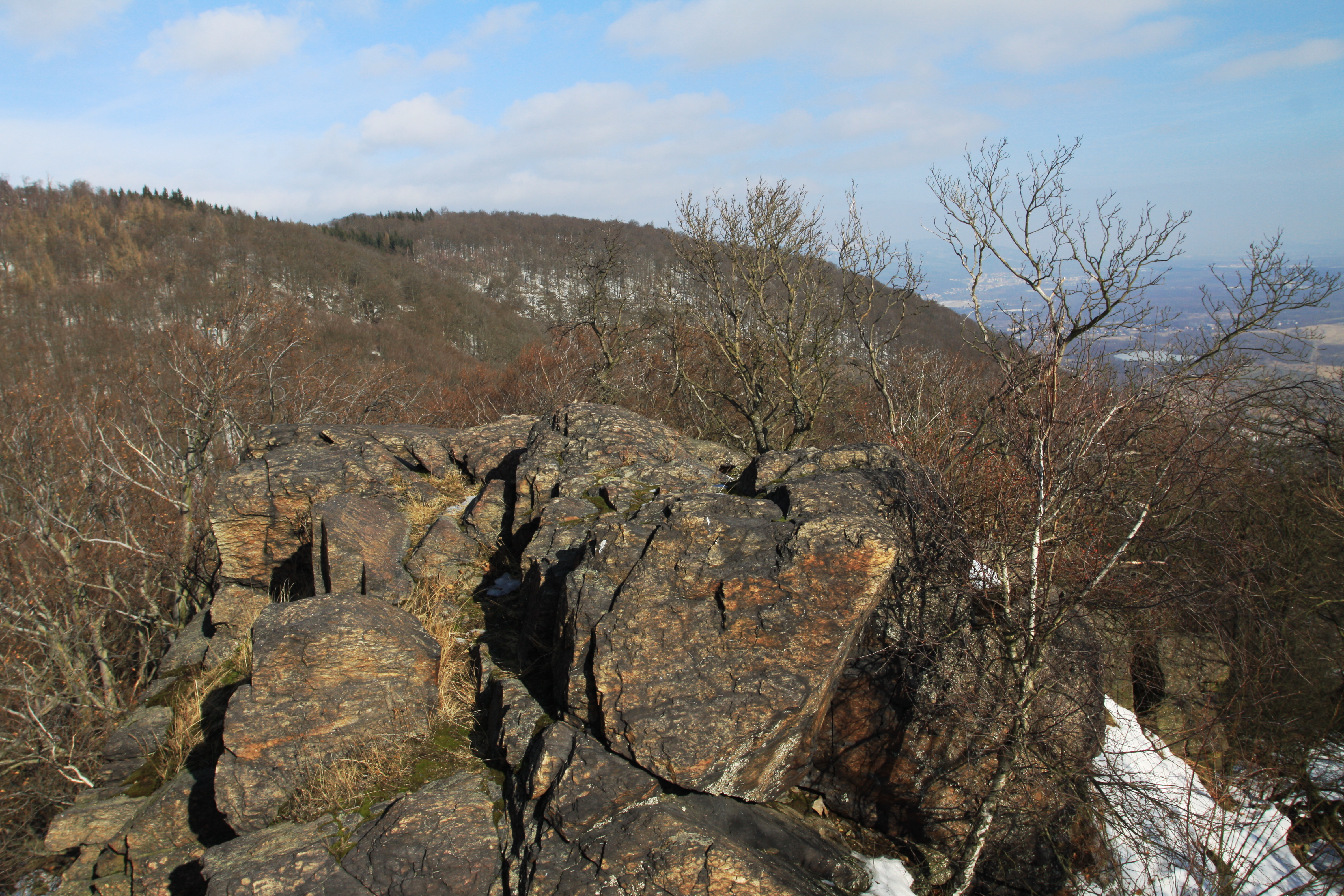
Vrchol hory tvoří skalnatý výchoz

Jezeří je nejskalnatějším vrchem východního Krušnohoří[zdroj⁠?!] a do vyhlášení rezervace v roce 1969 zde byla častá horolezecká činnost, která byla poté zakázána.

## Zajímavosti
- Pozůstatky hradu Starý Žeberk na vrcholu kopce
- Rozsedlinová jeskyně na jihozápadním úbočí kopce
- Žeberská lípa na jihozápadním úpatí hory je nejstarší strom okresu Most
- Vodní nádrž Jezeří z let 1902–1904 v údolí Vesnického potoka